# 阿拉贝拉公园站
阿拉贝拉公园站（德語：U-Bahnhof Arabellapark）是一座慕尼黑地铁4号线位于博根豪森的一座车站，毗邻阿拉贝拉公园。